# Carolyn Yarnell
Carolyn Yarnell (Califòrnia, el 1961) és una compositora i artista visual nord-americana. Guanyadora del premi Roma, el premi Charles Ives i una beca Guggenheim, és especialment coneguda per obres que combinen representacions visuals i musicals del paisatge i la llum, moltes de les quals es van inspirar en els paisatges de la seva Califòrnia natal.

## Biografia
Yarnell va créixer a la regió de Sierra Nevada de Califòrnia. Va estudiar composició al Conservatori de Música de San Francisco on es va llicenciar en música el 1986 i a la Universitat Yale on va obtenir el seu màster el 1989. Dos anys més tard, els dos últims moviments de la seva Simfonia núm. 1 de cinc moviments, Enemy Moon and Exit, encarregats pel Tanglewood Music Center, es van estrenar al Festival de Música Contemporània de Tanglewood. Yarnell és membre des de fa temps del "Common Sense Composers Collective" que, a través de col·laboracions amb grups com el "New Millennium" i els conjunts del barroc americà, han estrenat moltes obres contemporànies dels seus membres i d'altres compositors. El col·lectiu ha produït diversos CD com TIC (2007) i The Shock of the Old (2002). Aquest últim presentava composicions contemporànies interpretades amb instruments de l'època barroca.

## Obres seleccionades
- The Same Sky, per a piano, electrònica i projecció de vídeo (2000)
- Symphony No. 1.[4]
- Mean Harp, per a solo piano[6]
- Living Mountains, poema de to per a orquestra[6]
- Lapis Lazuli, música de cambra[3]
- Yosemite and the Range of Light, obra orquestral multimoviment[7]
- Film score for La Souriante Madame Beudet (1927 pel·lícula muda de Germaine Dulac)[8]

## Enregistraments
- The Shock of the Old – Common Sense Composers Collective i American Baroque Ensemble, obres de Marc Mellits, Belinda Reynolds, Ed Harsh, Randall Woolf, Dan Becker, Carolyn Yarnell, John Halle and Melissa Hui (2002). Label: Santa Fe New Music
- Sonic Vision – treballs per Carolyn Yarnell (2003). Segell: Tzadik
- Kathy Supové: Infusion: obres per a piano contemporani Marti Epstein, Elaine Kaplinsky, Randall Woolf, i Carolyn Yarnell (2004). Segell: Koch International Classics
- TIC – Common Sense Composers Collective i New Millenium Ensemble, obres de Marc Mellits, Belinda Reynolds, Ed Harsh, Randall Woolf, Dan Becker, Carolyn Yarnell i John Halle (2007). Segell: Albany Records